# برج (ألاداغ)
برج (بالفارسية: برج) هي قرية تقع في إيران في قسم ألاداغ الريفي. يقدر عدد سكانها بـ 851 نسمة بحسب إحصاء 2016.